# Swae Lee
Khalif Malik Ibn Shaman Brown, mer känd under artistnamnet Swae Lee, född 7 juni 1993 i Inglewood, Kalifornien och uppvuxen i Tupelo, Mississippi, är en amerikansk rappare och kompositör. Han är mest känd för att vara den ena halvan av hiphopduon Rae Sremmurd tillsammans med sin bror Slim Jxmmi och för att ha varit gästartist på French Montanas låt "Unforgettable". Han har även gjort låten "Sunflower" tillsammans med Post Malone till soundtracket till filmen Spider-Man: Into the Spider-Verse.